# Leucophenga meredithiana
Leucophenga meredithiana är en tvåvingeart som beskrevs av Toyohi Okada 1987. Leucophenga meredithiana ingår i släktet Leucophenga och familjen daggflugor. Inga underarter finns listade i Catalogue of Life.